# الخطوط الجوية الإثيوبية الرحلة 302
الخطوط الجوية الإثيوبية الرحلة 302 هو حادث طائرة تابعة للخطوط الجوية الإثيوبية من طراز بوينغ 737 ماكس. كانت في رحلة منتظمة من مطار أديس أبابا بولي الدولي إلى مطار جومو كينياتا في نيروبي، كينيا، بتاريخ 10 مارس 2019. جميع الركاب على متن الطائرة لقوا حتفهم في الحادث.
كانت الرحلة 302 هي أول حادث مميت يقع على متن طائرة تابعة للخطوط الجوية الإثيوبية منذ سقوط الطائرة التابعة للخطوط الجوية الإثيوبية رقم 409 في يناير 2010. ويعد هذا أكثر حوادث الطائرات دموية في تاريخ الخطوط الجوية الإثيوبية، وهو ما يحل محل اختطاف طائرة الخطوط الجوية الإثيوبية رقم 961 بالقرب من جزر القمر في عام 1996. وهو أيضا أكثر الحوادث المميتة التي وقعت في إثيوبيا، وحلت محل تحطم طائرة أنتونوف-26 تابعة للقوات الجوية الإثيوبية في عام 1982، مما أدى إلى مقتل 73 شخصا.
نوع الطائرة المحطمة، بوينغ 737 ماكس 8، طارت للمرة الأولى في 29 يناير 2016 ودخلت الخدمة في 2017، مما يجعلها واحدة من أحدث طائرات بوينغ التجارية، وأحدث جيل من طائرات بوينغ 737. واعتباراً من يناير 2019، تم إنتاج 350 منها، وتحطمت طائرة أخرى، وهي رحلة ليون إير 610 في إندونيسيا في أكتوبر 2018. وفقًا لخبراء الأمن، فإن شركة بوينج لديها معلومات مخفية عن المخاطر المحتملة المرتبطة بخاصية جديدة للتحكم في الطيران يشتبه في قيامها بدور في تحطم طائرة ليون إير. وعقب الحادث، منعت بوينج 737 ماكس من الطيران في عدد من الدول وعدد من شركات الطيران.

## الحادث
كانَ منَ المُقرر أن تنطلقَ الرحلة 302 من أديس أبابا إلى نيروبي وذلك على مثنِ طائرة من طراز بوينغ 737 ماكس. أقلعت الطائرة من أديس أبابا على الساعة 08:38 بالتوقيت المحلي (05:38 بالتوقيت العالمي المُنسّق) حيثُ كانَ على متنها 149 راكبًا و8 من أفراد الطاقم. بُعيد الانطلاق بدقائق قليلة؛ أبلغَ الطيار عن مشكلة وطلب العودة إلى أديس أبابا ولكنّ الطائرة اختفت من على شاشات الرادار بحلول الساعة 08:44 أي بعدَ ست دقائق فقط من إقلاعها. أظهرت بيانات تتبع الرحلة أنّ الطائرة كانت ترتفعُ وتنخفضُ بشكلٍ متقلب؛ قبلَ أن تتحطّمَ بالقرب من بلدة بيشوفتو وذلك على بُعدِ 62 كيلومتر (39 ميل) إلى الجنوب الشرقي من مطار بولي الدولي. أظهرت صور من موقع الحادث حفرة كبيرة مع قطع صغيرة متناترة من الحطام ما أكّد على أنّ شدّة الاصطدام بالأرض كانت قويّة جدًا لدرجة لم ينجو ولا واحد.

## الطائرة
| الجنسية          | عدد الضحايا |
| ---------------- | ----------- |
| كينيا            | 32          |
| كندا             | 18          |
| إثيوبيا          | 9           |
| الصين            | 8           |
| إيطاليا          | 8           |
| الولايات المتحدة | 8           |
| فرنسا            | 7           |
| المملكة المتحدة  | 7           |
| مصر              | 6           |
| هولندا           | 5           |
| ألمانيا          | 5           |
| الهند            | 4           |
| سلوفاكيا         | 4           |
| النمسا           | 3           |
| روسيا            | 3           |
| السويد           | 3           |
| إسرائيل          | 2           |
| المغرب           | 2           |
| بولندا           | 2           |
| إسبانيا          | 2           |
| بلجيكا           | 1           |
| جيبوتي           | 1           |
| إندونيسيا        | 1           |
| إيرلندا          | 1           |
| موزمبيق          | 1           |
| نيبال            | 1           |
| نيجيريا          | 1           |
| النرويج          | 1           |
| رواندا           | 1           |
| السعودية         | 1           |
| صربيا            | 1           |
| الصومال          | 1           |
| السودان          | 1           |
| توغو             | 1           |
| أوغندا           | 1           |
| اليمن            | 1           |
| المجموع          | 149         |

الطائرة من طراز بوينغ 737 ماكس 8 وتحملُ الرقم التسلسلي 7243. تمتازُ بتوفرها على محركين ليب يُساعدانها في ضبطِ التوازن في الجوّ. تمّ تصنيع هذه الطائرة في تشرين الأول/أكتوبر 2018 وسُلّمت للخطوط الجويّة الإثيوبيّة في 15 تشرين الثاني/نوفمبر 2018؛ أي قبلَ أربعة أشهر فقط من تاريخ الحادث.

## الركاب
وقد لقي جميع الركاب وأفراد الطاقم الذين كانوا على متنها 157 شخصا مصرعهم في الحادث. سافر كثير من الركاب إلى نيروبي لحضور الدورة الرابعة لجمعية الأمم المتحدة للبيئة. عمل اثنا عشر من الضحايا في الأمم المتحدة، وكان لسبعة أشخاص آخرين على الأقل انتماءات أخرى تابعة للأمم المتحدة.
وكان من بين الضحايا عالم الآثار الايطالى وعضو المجلس من أجل التراث الثقافي في صقلية سيباستيانو توسا والأكاديمي الكندي بيوس إديزانمي. وكان قد ذكر أصلا أن هناك خمسة ضحايا هولنديين، ولكن تم تصحيح هذا فيما بعد لينص على أنهم كانوا ألمان. وفقد السياسي السلوفاكي أنطون هرنكو زوجته وطفلين في الحادث. وغاب عن الرحلة رجل يوناني ورجل إماراتي واخر يمني يدعى العزي شريم وهو وزير المياه والبيئة في الحكومة اليمنية
وتجنبوا الكارثة.
وفقا لشركة الطيران، فإن جنسيات الركاب تشمل ما يلي:

## ردود الأفعال
أعرب رئيس الوزراء الإثيوبي آبي أحمد علي عن خالص تعازيه لأسر الضحايا. كما قام المدير التنفيذي لشركة الخطوط الجوية الإثيوبية بزيارة لموقع الحادث، حيث عبر عن أسفه لعدم وجود ناجين. ونشرت بوينغ بيان تعزية بخصوص الحادث.
ردًا على الحادث؛ أعلنّ البرلمان الإثيوبي يوم الإثنين الموافق لـ 11 آذار/مارس يومَ حداد وطني. كما وقفَ الكلّ دقيقة صمت خلالَ افتتاح الأمم المتحدة لمكاتب جديدة في نيروبي تعاطفًا مع الضحايا. في المُقابل ذكرت مجلّة الطيران الدولي أنّ هذا الحادث سيزيد من قلق المتخصصين في هذا المجال خاصّة أنهُ يأتي في أعقاب الرحلة 610 ليون أير والتي تحطّمت في تشرين الأول/أكتوبر 2018 وذلك بعد دقائق من تحليقها هي الأخرى. أمّا ذا أتلانتيك فقد انتقدت وسائل الإعلام الغربيّة بسببِ تركيزها الغير مبرر على الضحايا من الدول الغربية مُقابل إهمال الضحايا منَ البلدان الأفريقية.
ونتيجة للحادث ولرحلة ليون إير 610 التي وقعت قبل خمسة أشهر من حادث تحطم الطائرة الإثيوبية، بدأت بعض شركات الطيران / الدول في منع طيران بوينغ 737 ماكس بسبب مخاوف تتعلق بالسلامة. وشملت هذه خطوط كايمان الجوية، والصين، وإثيوبيا، وإندونيسيا، وشركة الخطوط الجوية الملكية المغربية، وشركة كوم إير المحدودة لجنوب أفريقيا.

## التحقيقات
عبرت بوينغ عن استعدادها للعمل مع المجلس الوطني الأمريكي لسلامة النقل ومساعدة الخطوط الإثيوبية. جديرٌ بالذكر هنا أنّ السلطات في إثيوبيا قد عثرت على مُسجل صوت قمرة القيادة ومسجل بيانات الرحلة من موقع الحادث في 11 آذار/مارس ما قد يُساعدها على إحراز تقدمٍ في التحقيقات ومعرفة سبب الحادث.
وأفاد شاهدان بأن الطائرة كانت تصنع «ضوضاء غريبة» وتركت «أثرا من الدخان» خلفها قبل تحطمها مباشرة.